# 芳賀舞波
芳賀 舞波（はが まいは、1993年5月11日 - ）は、日本の元女子バレーボール選手である。

## 来歴
東京都町田市出身。友人に誘われて、小学6年次よりバレーボールを始めた。
町田市立鶴川中学校を卒業後、下北沢成徳高等学校に進学する。同級に大竹里歩がいる。2012年1月に開催された第68回全日本バレーボール高等学校選手権大会では、準決勝で東九州龍谷高等学校と死闘を演じ破れはしたもののベストフォーに輝いている。同校卒業後は、筑波大学に進学し、関東大学バレーボールリーグなどで活躍した。
2016年1月、日立リヴァーレの内定選手となりVリーグに登録された。同年11月5日のトヨタ車体戦にリリーフサーバーとして出場しプレミアデビューを果たした。同年12月の東レ戦でスタメン起用されると8得点をあげて勝利に貢献した。
2021年5月20日、日立リヴァーレ公式サイトにて退部と現役引退が発表された。
2021年5月22日、同月20日に引退を発表した芳賀と佐藤美弥、堀井有蘭、小野寺友香らを送り出すべく、日立リヴァーレ内で引退試合が行われた。試合の模様はネット配信されたほか、4名の職場の同僚やOGも駆け付け、関係者らで最後にプレーする姿の見届けた。試合後にはサプライズとしてチームOGの栗原恵も登場。

## 所属クラブ
- ARS
- 町田市立鶴川中学校
- 下北沢成徳高等学校（2009-2012年）
- 筑波大学（2012-2016年）
- 日立リヴァーレ #6（2016-2021年）

## 受賞歴
- 2015年 - 関東大学バレーボールリーグ秋季リーグ：MVP

## 個人成績
Vプレミアリーグレギュラーラウンドにおける個人成績は下記の通り。
| シーズン | 所属 | 出場 | 出場   | アタック | アタック | アタック | アタック | ブロック | ブロック | サーブ | サーブ | サーブ | サーブ | レセプション | レセプション | 総得点 | 備考     |
| -------- | ---- | ---- | ------ | -------- | -------- | -------- | -------- | -------- | -------- | ------ | ------ | ------ | ------ | ------------ | ------------ | ------ | -------- |
| シーズン | 所属 | 試合 | セット | 打数     | 得点     | 決定率   | 効果率   | 決定     | /set     | 打数   | エース | 得点率 | 効果率 | 受数         | 成功率       | 総得点 | 備考     |
| 2016/17  | 日立 | 20   | 70     | 77       | 33       | 42.9%    | %        | 8        | 0.11     | 145    | 5      | %      | 13.6%  | 2            | 0.0%         | 46     | 内定選手 |
| 2017/18  | 日立 | 20   | 68     | 153      | 57       | 37.3%    | %        | 17       | 0.25     | 230    | 12     | %      | 10.5%  | 4            | 37.5%        | 86     |          |
| 2018/19  | 日立 |      |        |          |          | %        | %        |          |          |        |        | %      | %      |              | %            |        |          |